# Concierto para violín n.º 5 (Mozart)
El Concierto para violín n.º 5, "Concierto turco", en la mayor, K. 219, fue compuesto por Wolfgang Amadeus Mozart en 1775 y fue estrenado durante la temporada de Navidad de ese año en Salzburgo. De ello se desprende la típica estructura rápido-lento-rápido.

## Antecedentes
Mozart compuso la mayoría de sus conciertos para instrumentos de cuerda desde 1773 hasta 1779, pero hasta el momento no sabemos con precisión, para quién, ni para qué ocasión fueron escritas. Del mismo modo, la fecha de composición de estas obras no está clara. Los análisis de la escritura y de las filigranas del papel han demostrado que las fechas de los cinco conciertos para violín no son las reales. Al parecer, Mozart cambió el año de la composición del quinto concierto (que originalmente era "1775") y lo sustituyó por "1780", para más tarde volver a cambiarlo a "1775".

## Instrumentación
El concierto está escrito para dos oboes, dos trompas y cuerdas. 

## Estructura
Los movimientos son los siguientes: 
- Allegro Aperto - Adagio - Allegro Aperto
- Adagio
- Rondó - Tempo di Minuetto

El aperto marcado en el primer movimiento es un poco marcado en la música instrumental de Mozart, pero aparece mucho más a menudo en su música operística. Esto implica que la pieza debe ser juzgada en un contexto más amplio, más majestuosa que simplemente un allegro. 
El primer movimiento se abre con la orquesta tocando el tema principal, una melodía típica mozartiana. El solo de violín llega con un breve pero dulce adagio, con un simple acompañamiento de la orquesta. A continuación, se combina el tema principal con el solo de violín, que interpreta una melodía diferente en la parte superior de la orquesta. La duración del primer movimiento es de unos 10-11 minutos. 
El rondó final del tema principal es un típico tema mozartiano pero la característica de alto contraste de secciones en los pasajes de la música turca ha dado lugar a que el concierto reciba el sobrenombre de "Concerto turco". 
Mozart compuso el Adagio posterior para violín y orquesta KV 261 como sustituto del movimiento lento de este concierto. 
Toda la pieza es de unos 28 minutos de duración.